# Geocharis (plante)
Pour le genre en entomologie, voir Geocharis (animal).
Genre
Classification APG III (2009)
Geocharis est un genre de plantes de la famille des Zingiberaceae.

## Liste des espèces et variétés
Selon World Checklist of Selected Plant Families (WCSP) (17 juil. 2010)
- Geocharis aurantiaca Ridl. (1908)
- Geocharis fusiformis (Ridl.) R.M.Sm. (1986)
  - variété Geocharis fusiformis var. borneensis R.M.Sm. (1986)
  - variété Geocharis fusiformis var. fusiformis
- Geocharis macrostemon (K.Schum.) Holttum (1950)
- Geocharis radicalis (Valeton) B.L.Burtt & R.M.Sm. (1972)
- Geocharis rubra Ridl. (1908)
- Geocharis secundiflora (Ridl.) Holttum (1950)

Selon NCBI (17 juil. 2010)
- Geocharis fusiformis
  - variété Geocharis fusiformis var. borneensis